# Giorgio Ansaldi
Giorgio Ansaldi noto anche come Dalsani (Mondovì, 1844 – 1922) è stato un designer, disegnatore caricaturista italiano protagonista della Belle Époque, aveva collaborato con numerosi periodici del tempo.

## Biografia
Giorgio Ansaldi da ragazzo pubblicava le sue caricature sul giornale scolastico e, per non farsi scoprire dai professori, le firmava con uno pseudonimo che è l'anagramma del suo cognome.
Figlio di un orologiaio, Dalsani visse sempre a Torino, tra piazza Vittorio, in cui c'era il laboratorio del padre, e via delle Orfane, dove aveva casa e studio. Al Valentino frequentò la Regia Scuola di Applicazione per gli ingegneri, dove conseguì la laurea ma non esercitò mai la professione, e si dedicò per tutta la sua vita al disegno e alle caricature.
Durante la sua carriera realizzò numerosi disegni per scatole di fiammiferi o cartoline postali, le réclames e le copertine di numerose riviste fra cui Scena illustrata. 
Si dedicò inoltre alla caricatura politica nei giornali satirici illustrati, cui collaborò come Il Diavolo ed i torinesi Il Pasquino e Il Fischietto dove lavoravano quelli che furono i suoi maestri Casimiro Teja, Francesco Redenti, Camillo Marietti.
Dal 1897, dopo la morte di Teja, fino al 1922 diresse Il Pasquino insieme  a Luigi Sapelli (Caramba), Eugenio Colmo (Golia), Giovanni Manca e Tarquinio Sini.
Fondò la rivista La Luna come supplemento de Il Fischietto.